# 萨尔布吕肯地区联合体
萨尔布吕肯地区联合体（德語：Regionalverband Saarbrücken）是德国萨尔兰州的一个县级特殊地方联合体，于2008年1月1日由萨尔布吕肯城市联合体（德語：Stadtverband Saarbrücken，于1974年1月1日由萨尔布吕肯县和非县辖城市萨尔布吕肯合并而成）改组而成，行政中心萨尔布吕肯。

## 地理
萨尔布吕肯县北面与诺因基兴县，东面与萨尔普法尔茨县，南面与法国，西面与萨尔路易县相邻。